# Midshipman
Midshipmen (englisch für Mittschiffsleute, Abkürzung im Englischen Middy) sind in der britischen Royal Navy Offiziere in Ausbildung und bei der US Navy Offizieranwärter als zukünftiger Marineoffizier. Sie tragen ihren Namen, weil sie in der Segelschiffszeit zwischen der Mannschaft vorschiffs und den Offizieren achtern, mittschiffs ihre Unterkunft hatten. Der Dienstgrad wird auch noch bei vielen Marinen des Commonwealth of Nations verwendet, die ihre Tradition auf die Royal Navy zurückführen.

## Royal Navy

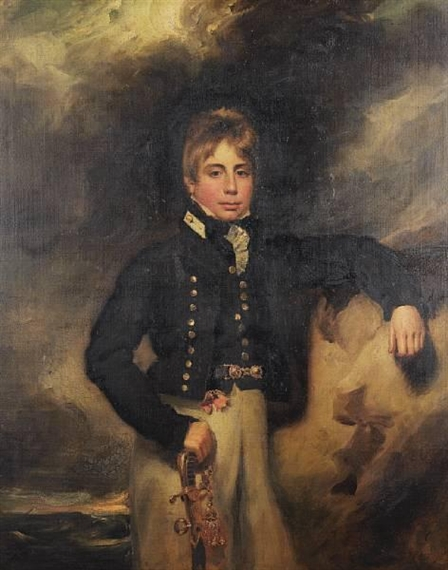
Midshipman John Windham Dalling um 1800

Kragenspiegel eines Midshipman der Royal Navy

Ab dem 17. Jahrhundert war die Bezeichnung Midshipman die Bezeichnung eines erfahrenen Seemanns in der Royal Navy. Diese Seeleute wohnten zwischen den Unterkünften der Schiffsoffiziere im Achterschiff und den Unterkünften der Mannschaften im Vorschiff, also mittschiffs. Hundert Jahre später wurde die Bezeichnung für Offizieranwärter übernommen, die Bezeichnung für Mannschaften verschwand. Zu Beginn des 19. Jahrhunderts war Midshipman ein Dienstgrad für einen erfahrenen Offizieranwärter der britischen Marine. Um in die Stellung aufzusteigen, musste man mindestens drei Jahre Seefahrzeit als freiwilliger Seemann, Offizier-Steward oder Able Seaman nachweisen. Unter Aufsicht der Offiziere verrichtete man die Aufgaben eines Unteroffiziers, gleichzeitig wurde man in Theorie z. B. Mathematik, Geometrie unterrichtet und durch den praktischen Dienst auf die Prüfung zum Lieutenant vorbereitet. Die Prüfung setzte eine dreijährige Fahrenszeit als Midshipman voraus. Wurde die Prüfung nicht bestanden, so verlängerte sich die Fahrenszeit um weitere sechs Monate. Mit bestandener Prüfung als Passed Midshipman war nicht die automatische Beförderung zum Offizier verbunden, sondern es musste erst eine Offizierstelle erhalten werden, was in Friedenszeiten Jahre dauern konnte. Man konnte nun weiter als Passed Midshipman zur See fahren oder als besser bezahlter Master-Mate (deutsch Steuermannsmaat), der Fachlaufbahn für Navigation und Seemannschaft in der Royal Navy. Entschied man sich für letzteres, was für einen Offizieranwärter als nicht angemessene Position angesehen wurde, erhöhte es deshalb die Wahrscheinlichkeit, unter den Passed Midshipman nachrangig für eine Offizierstellung berücksichtigt zu werden.
Ab 1840 wurde die Offiziersausbildung in der Royal Navy neu geordnet. Offizieranwärter erhielten nun als Cadet eine zweijährige schulische Ausbildung im Alter von 13 bis 14 Jahren. Anschließend wurden sie ein weiteres Jahr während der Seefahrt auf einem Schulschiff ausgebildet. Nach drei Jahren zum Midshipman befördert, folgte eine mindestens zweijährige Seefahrt auf einem Kriegsschiff, verbunden mit weiterer Ausbildung. Nach fünf Jahren Ausbildung und mit mindestens 19 Jahren konnten sie die Prüfung zum Lieutenant ablegen. Anschließend wurden sie zum Sub-Lieutenant befördert und konnten ab 1873 am Old Royal Naval College in Greenwich studieren.
Um 1900 wurde die schulische Ausbildung auf bis zu vier Jahre erhöht. Ab 1913 wurden aufgrund der höheren Anzahl benötigter Offiziere erstmals Absolventen öffentlicher Schulen als Special entry cadets  eingestellt. Nach einer sechsmonatigen schulischen Ausbildung konnten diese als Midshipman ihre Ausbildung an Bord beginnen. Der vorherige Ausbildungsgang über eine mehrjährige Marineschule für jugendliche Kadetten wurde als Common entry beibehalten. Diese zwei Ausbildungswege für Offizieranwärter wurde bis nach dem Zweiten Weltkrieg beibehalten. 1955 wurde das Eingangsalter für Offizieranwärter auf 18 Jahre erhöht, und sie mussten einen Schulabschluss mit Advanced Level in zwei Fächern besitzen. Im Jahre 1957 fiel die mehrjährige Seefahrt als Midshipman weg und 1972 wurde der Rang eines Cadet abgeschafft und alle Offizieranwärter werden seitdem Midshipman genannt.
In der Royal Navy ist der Midshipman heute der einzige Dienstgrad in Ausbildung zum Offizier. Nach NATO Rangstufe wird er als OF-1 eingestuft und stellt damit den niedrigsten Offiziersdienstgrad dar. Als Anmerkung wird aber bei der Rangstufe vermerkt, dass er allen anderen Dienstgraden mit OF-1 nachgeordnet ist, damit wird auf die Stellung als Offizier in Ausbildung verwiesen. Voraussetzung für die Einstellung ist ein Schulabschluss mit Advanced Level in zwei Fächern. Anwärter mit Hochschulabschluss wurden bis 2013 als Sub-Lieutenant eingestellt, seitdem werden sie aber ebenfalls nur noch als Midshipmen eingestellt und durchlaufen gemeinsam mit den anderen Midshipmen die militärische Ausbildung. Die militärische Ausbildung beginnt am Britannia Royal Naval College mit dreißig Wochen Ausbildung in den Grundlagen des Berufs als Marineoffizier, dies beinhaltet ein mehrwöchiges Praktikum an Bord eines Kriegsschiffes der Flotte, bei der Aufgaben eines Mannschaftsdienstgrades wahrgenommen werden. Midshipman in dieser Phase werden trotz des Dienstgrades bis zum Ende des Flottenpraktikums Officer Cadet genannt. Nach dieser Basisausbildung gehen die angehenden Marineoffiziere in ihre Spezialausbildung für ihre erste Verwendung und werden während dieser Zeit zum Sub-Lieutenant befördert.

## United States Navy

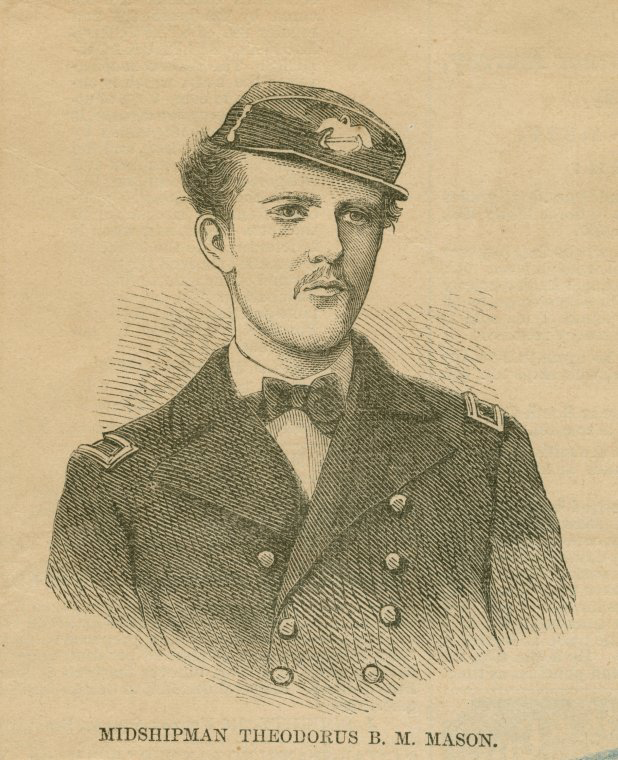
Midshipman Theodorus Mason um 1865

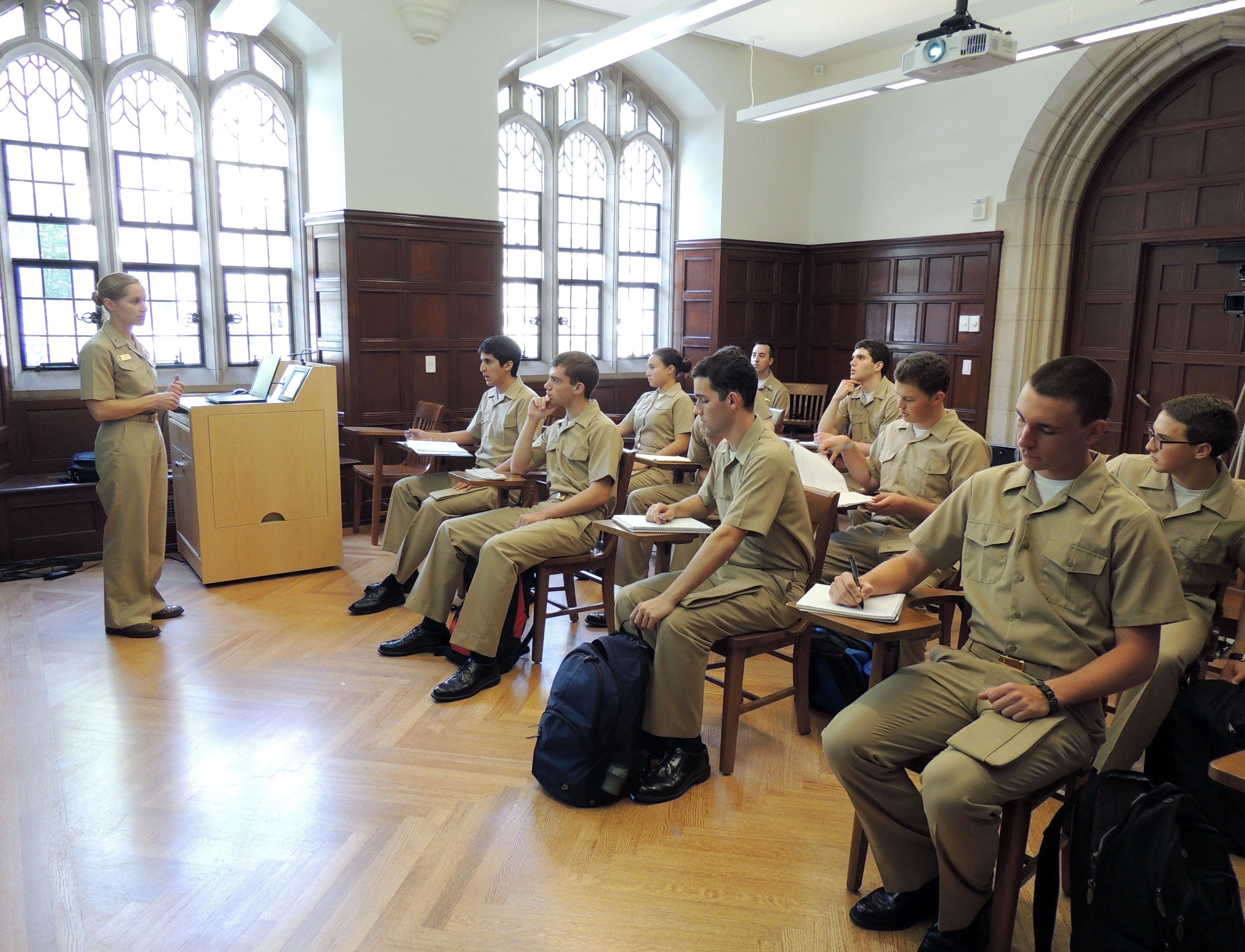
Midshipmen des NROTC an der Yale University

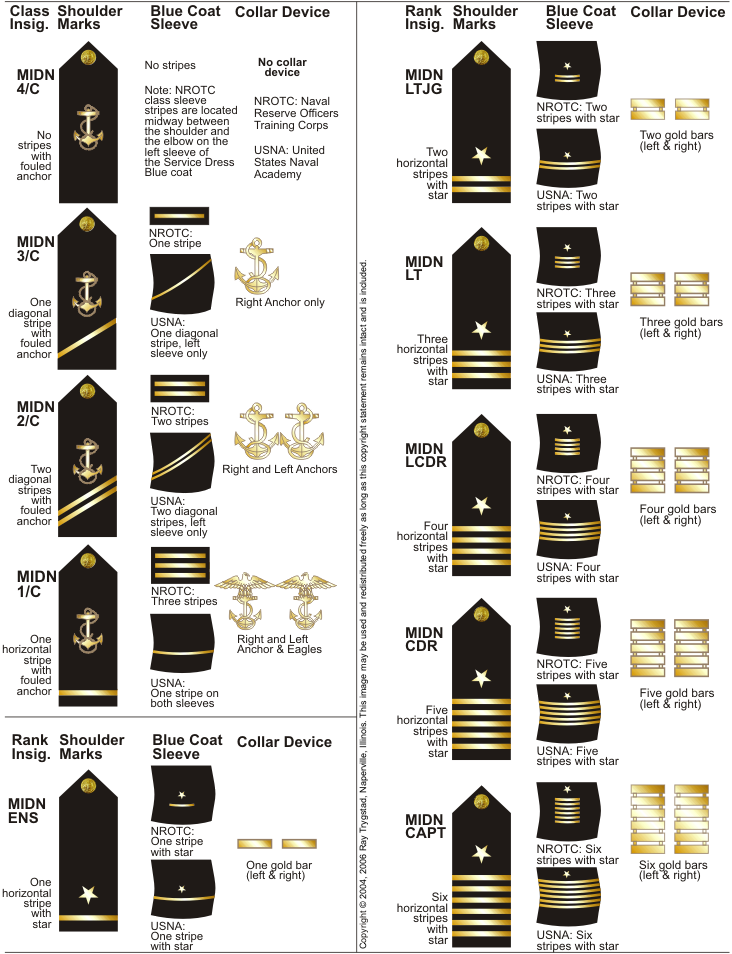
Rangabzeichen der US-Midshipmen

Bis zur Mitte des 19. Jahrhunderts übernahm die United States Navy das Ausbildungsmodell der Royal Navy. Nach einer mehrjährigen Seefahrtzeit wurden befähigte Seeleute zum Midshipman ernannt und an Bord theoretisch und praktisch zum Offizier ausgebildet. Um 1850 zeigte sich nach mehreren Vorfällen, dass dieses Ausbildungsmodell nicht mehr hinreichend war. 1851 wurde das vierjährige Studium an der United States Naval Academy eingeführt. Im Sommer mussten die Cadet Midshipman Praktika auf den Schiffen der Marine machen. Mit Abschluss wurden die Absolventen zum Midshipman befördert, was einem Passed Midshipman der Royal Navy entsprach. Die Midshipman hatten den Status eines Warrant Officer und wurden dann bei Bedarf zum Offizier ernannt, ab 1862 in den Dienstgrad Ensign als niedrigstem Offiziersdienstgrad. Ab 1874 waren vor der Ernennung zum Midshipman zusätzlich zwei Jahre Seefahrtzeit nach dem Abschluss an der Marineakademie notwendig und danach eine Prüfung zum Warranted Midshipmen. Von 1882 bis 1902 wurden die Studenten an der Marineakademie Naval Cadet genannt und mit Abschluss zum Midshipman befördert. Danach erfolgte wiederum eine Umbenennung der Studenten in Midshipman. Seit 1912 erhalten die Midshipman mit Abschluss an der Marineakademie das Offizierspatent und die Ernennung zum Ensign. Die mindestens zweijährige Seefahrtzeit als Midshipman im Status eines Warrant Officer wurde abgeschafft.
Das Naval Reserve Officer Training Corps (NROTC) wurde 1926 eingeführt. Ab 1932 nahm das US Marine Corps an diesem Programm teil. Alle Bewerber müssen seit 2018 vor Aufnahme in das NROTC eine dreiwöchige Basisausbildung (englisch NROTC Indoctrination Program) als Candidate Midshipman auf der Naval Station Great Lakes, in North Chicago, Lake County, Illinois durchlaufen. Mit Bestehen des Kurses werden sie zum Midshipman ernannt. Mit Abschluss an der zivilen Hochschule erhalten sie ihr Offizierspatent und werden zum Ensign der US-Marine oder Second Lieutenant der US-Marineinfanterie ernannt.
Midshipman ist der Dienstgrad der Studenten der 1943 gegründeten United States Merchant Marine Academy, der Militärakademie der United States Maritime Administration des Verkehrsministeriums der Vereinigten Staaten in Kings Point, New York. Die Midshipman werden für einen Beruf als Nautischer Offizier, Schiffsingenieur oder für die maritime Wirtschaft vorbereitet. Gleichzeitig sind sie Reserveoffizieranwärter der United States Navy Reserve.
Die Kragen- und Ärmelabzeichen eines Midshipman variieren von Schuljahr zu Schuljahr und werden an Offizieruniformen getragen. Im US-amerikanischen höheren Bildungssystem, das im Allgemeinen vier Jahre andauert, haben die Studenten der verschiedenen Jahrgänge Spitznamen: Studenten im ersten Jahr heißen Freshman mit dem Rang Midshipman 4. Klasse, im zweiten Jahr Sophomore Midshipman 3. Klasse, im dritten Jahr Junior Midshipman 2. Klasse und im vierten und letzten Senior Midshipman 1. Klasse. Freshmen tragen keine Abzeichen am Kragen, Sophomores einen Anker am rechten Kragen und Juniors einen Anker an jeder Seite des Kragens. Ein Student der Akademie im letzten Jahr trägt als Abzeichen die zwei Anker mit jeweils einem Adler darüber an beiden Kragenseiten oder einen Offiziersrang des Kadettenkorps. Midshipmen der höheren Jahrgänge übernehmen innerhalb des Kadettenkorps der Akademien Führungsfunktionen, dazu erhalten sie innerhalb des Korps oft einen Offizierdienstgrad z. B. Midshipman-Commander. Die Midshipman-Offiziere tragen auf den Schulterklappen einen kleinen goldenen Stern und horizontale Streifen, die ihren Rang anzeigen. Die Ränge der Midshipman-Offiziere sind dieselben, wie die des Offizierkorps der US Navy, die Abzeichen jedoch sind andere, um eine Verwechslung zu vermeiden. Ein Midshipman Ensign trägt einen Streifen, während ein Midshipman Captain sechs Streifen als Abzeichen trägt. Die Rechte des Dienstgrades dürfen sie nur innerhalb des Korps gegenüber anderen Midshipmen ausüben, gegenüber Dritten bleiben sie in der Stellung eines Offizieranwärters und damit ohne Befehlsgewalt. Mit Abschluss des Studiums und Beförderung zum Offizier verfällt der Dienstgrad im Kadettenkorps.
Im Unterschied zu Offizieranwärtern des Naval Reserve Officer Training Korps und der United States Merchant Marine Academy, die zur Reserve gehören, sind die Midshipmen der United States Naval Academy der Teilstreitkräfte aktive Soldaten und unterliegen der Militärgerichtsbarkeit. Ein Midshipman der Marineakademie wird mit 1.088 USD pro Monat besoldet. Dieser Betrag wird aber durch die Anschaffung von Büchern und von Uniformteilen reduziert. Studenten des NROTC-Programms können ein Stipendium erhalten. Dabei erhalten alle NROTC-Midshipmen die Standarduniformen kostenlos.
Offizieranwärter der US-Küstenwache sowie der Offizieranwärterschule der US-Marines erhalten nicht den Rang des Midshipman sondern Cadet oder Officer Candidate.

## Andere Staaten
Seestreitkräfte die Midshipman als Dienstgrad benutzen:
- Australien → Royal Australian Navy
- Bangladesch → Bangladesch Marine
- Indien → Indische Marine
- Kenia  → Kenya Navy
- Namibia → Namibische Marine
- Neuseeland → Royal New Zealand Navy
- Pakistan → Pakistanische Marine
- Singapur → Republic of Singapore Navy
- Südafrika → South African Navy
- Sri Lanka  → Sri Lankas Marine

In den Seestreitkräften der meisten Staaten werden in Anlehnung an die Rangbezeichnung Midshipman in anglophonen Streitkräften eigenständige Rangbezeichnungen für Marinesoldaten während ihrer Ausbildung zum Offizier verwendet. Einige Beispiele sind nachfolgend aufgeführt:
- Deutschland → Seekadett, Fähnrich zur See und Oberfähnrich zur See
- Finnland → finnisch Merikadetti
- Frankreich → französisch Gardes de la Marine (18. Jahrhundert), Aspirant de marine
- Niederlande → niederländisch Adelborst und Luitenant ter zee der 3e klasse
- Polen → polnisch Chorąży marynarki
- Russland → russisch Kursant der Russischen Seekriegsflotte, wird aber oft mit dem von der Wortherkunft verwandten Mitschman verwechselt, der dort eine eigenständige Laufbahngruppe unterhalb des Offizierskorps ist.
- Argentinien → spanisch Guardiamarina